# Vuitebœuf
Vuitebœuf – miejscowość i gmina (commune) w zachodniej Szwajcarii, w kantonie Vaud, w okręgu (district) Jura-Nord vaudois. Leży nad rzeką Arnon.

## Demografia
W Vuitebœuf mieszkają 593 osoby. W 2021 roku 18,7% populacji gminy stanowiły osoby urodzone poza Szwajcarią.

## Transport
Przez teren gminy przebiega droga główna nr 151.